# لازارو بروزن
لازارو بروزُن (با تشدید لام) (به اسپانیایی: Lázaro Bruzón) (متولد ۲ مه ۱۹۸۲ میلادی) یک استاد بزرگ شطرنج اهل کشور کوبا است. در ژوئن ۲۰۱۳ در فهرست فیده ریتینگ الو این شطرنج‌باز ۲۶۸۷ بوده‌است. در سال ۲۰۰۵ میلادی برنده مسابقات قهرمانی شطرنج قاره آمریکا شد؛ و در سال ۲۰۰۸ میلادی  برای اولین بار در سی و پنجمین دورهٔ مسابقات باز (اُپن) مانرسا شرکت کرد.
او در سال‌های پیاپی ۲۰۱۳، ۲۰۱۴ و ۲۰۱۵ برنده مسابقات یادبود توره شد.
در دسامبر ۲۰۱۴، او پنجمین جام آمریکای لاتین را به دست آورد.
بروزن در جام جهانی شطرنج ۲۰۱۵ شرکت کرد که در راند دوم توسط ولادیمیر کرامنیک حذف شد. در نوامبر ۲۰۱۵، او در ششمین مسابقات قهرمانی ایبروآمریکایی در بیلبائو، اول شد و برای دومین بار برنده این مسابقات شد.

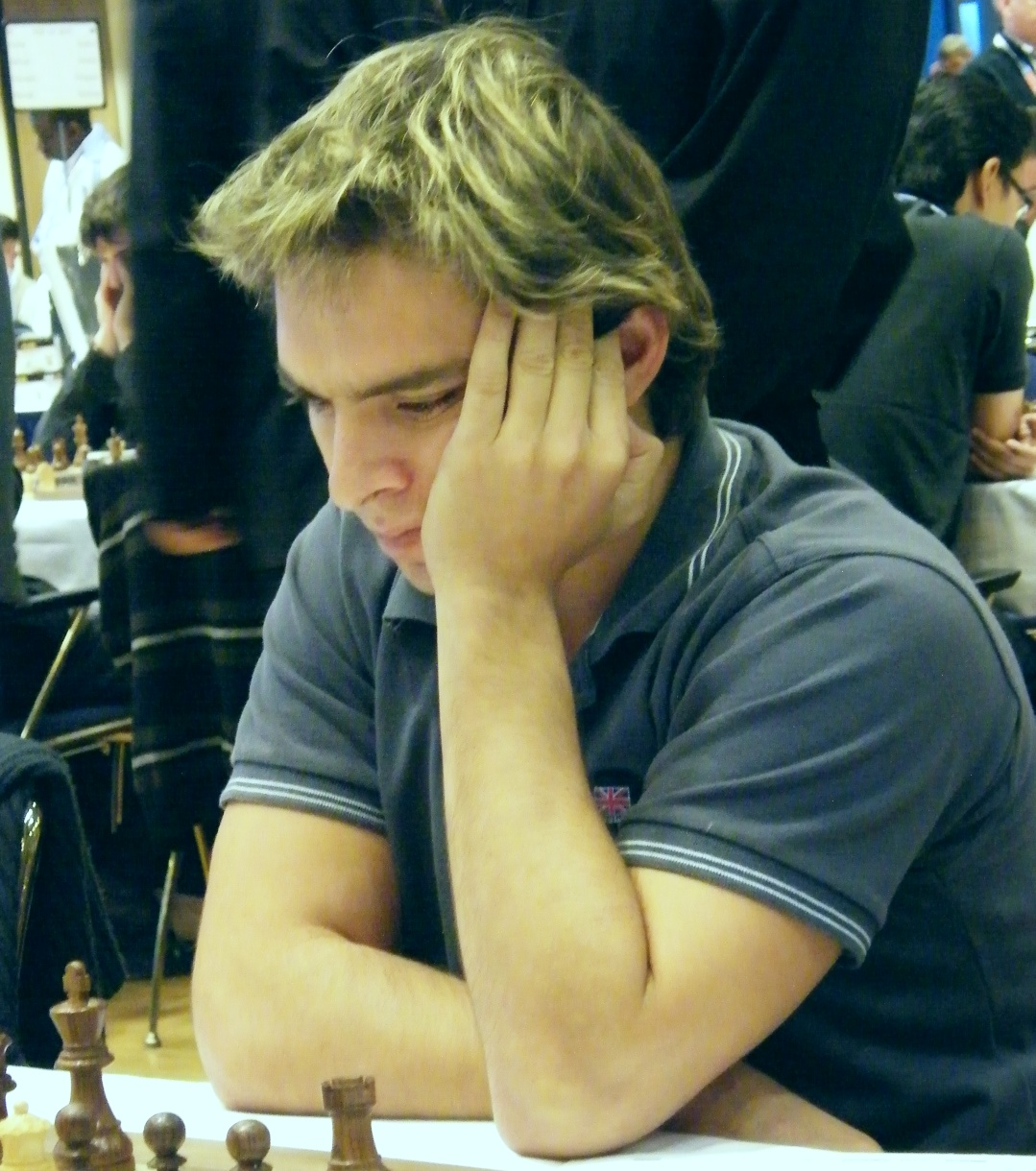

## جدول نتایج
| سال           | شهر            | مسابقات               | + | − | = | نتایج    | محل |
| ------------- | -------------- | --------------------- | - | - | - | -------- | --- |
| ۲۰۰۰ (میلادی) | استانبول       | المپیاد شطرنج دورهٔ ۳۴ | ۵ | ۱ | ۶ | ۸ از ۱۲  |     |
| ۲۰۰۲ (میلادی) | بلد، اسلوونی   | المپیاد شطرنج دورهٔ ۳۵ | ۴ | ۵ | ۳ | ۵½ از ۱۲ |     |
| ۲۰۰۴ (میلادی) | کالبیا         | المپیاد شطرنج دورهٔ ۳۶ | ۶ | ۱ | ۴ | ۸ از ۱۱  |     |
| ۲۰۰۶ (میلادی) | تورین          | المپیاد شطرنج دورهٔ ۳۷ | ۵ | ۲ | ۴ | ۷ از ۱۱  |     |
| ۲۰۰۸ (میلادی) | درسدن          | المپیاد شطرنج دورهٔ ۳۸ | ۳ | ۴ | ۴ | ۵ از ۱۱  |     |
| ۲۰۱۰ (میلادی) | خانتی-مانسییسک | المپیاد شطرنج دورهٔ ۳۹ | ۳ | ۲ | ۵ | ۵½ از ۱۰ |     |
| ۲۰۱۲ (میلادی) | استانبول       | المپیاد شطرنج دورهٔ ۴۰ | ۶ | ۱ | ۴ | ۸ از ۱۱  |     |
|               |                |                       |   |   |   | از       |     |